# Tegumento
Tegumento (do latim integumentum, "cobertura") é a designação dada em biologia à cobertura natural de um organismo ou de um órgão, como seja a pele, o ritidoma de uma planta, a concha de um molusco ou a casca de um fruto. O termo quando aplicado à parte externa das sementes é em geral substituído por tegumento seminal ou episperma.

## Descrição
O tegumento, que em sentido figurado, pode significar manto ou disfarce, é uma palavra bastante moderna, apesar de ter recuperado uma etimologia latina. A sua origem remonta ao inglês do século XVII e foi recriada para uso em história natural para significar o material ou camada com a qual qualquer estrutura biológica está revestida, encerrada ou coberta, no sentido de uma pele ou de uma casca.
Os termos derivados de «tegumento» incluem várias formas adjectivas, como «tegumentário» (p. ex.: sistema tegumentário), «tegumental» (p. ex.: glândula tegumental) e «tegumentado» (como oposto a nu).

## Uso botânico
Em botânica, o significado de tegumento é similar ao da zoologia, quer dizer, a cobertura de um órgão, mas quando o contexto não indica nada em contrário, a palavra geralmente é aplicada para referir uma envoltura de uma ou mais camadas, como duas ou mais camadas de células recobrindo o óvulo, deixando apenas um poro, o micrópilo, através do qual o pólen pode penetrar. Também pode designar a testa ou abrigo da semente, sendo então designado por episperma.

## Uso zoológico
Em zoologia, o tegumento de um órgão compreende normalmente membranas de tecido conjuntivo, como o que nos vertebrados rodeia o rim ou o fígado. No referente ao tegumento de um animal, o sentido habitual é ser a sua pele e os seus tecidos derivados: o sistema tegumentário, onde "tegumentário" é uma referência ao "tecido cutâneo".
Nos artrópodes, o tegumento ou pele "externa" consta de uma única camada epitelial, a ectoderme, da qual deriva a cutícula, uma cobertura exterior de quitina rígida que varia na sua composição química em função do grupo taxonómico.